# Dominique Senequier

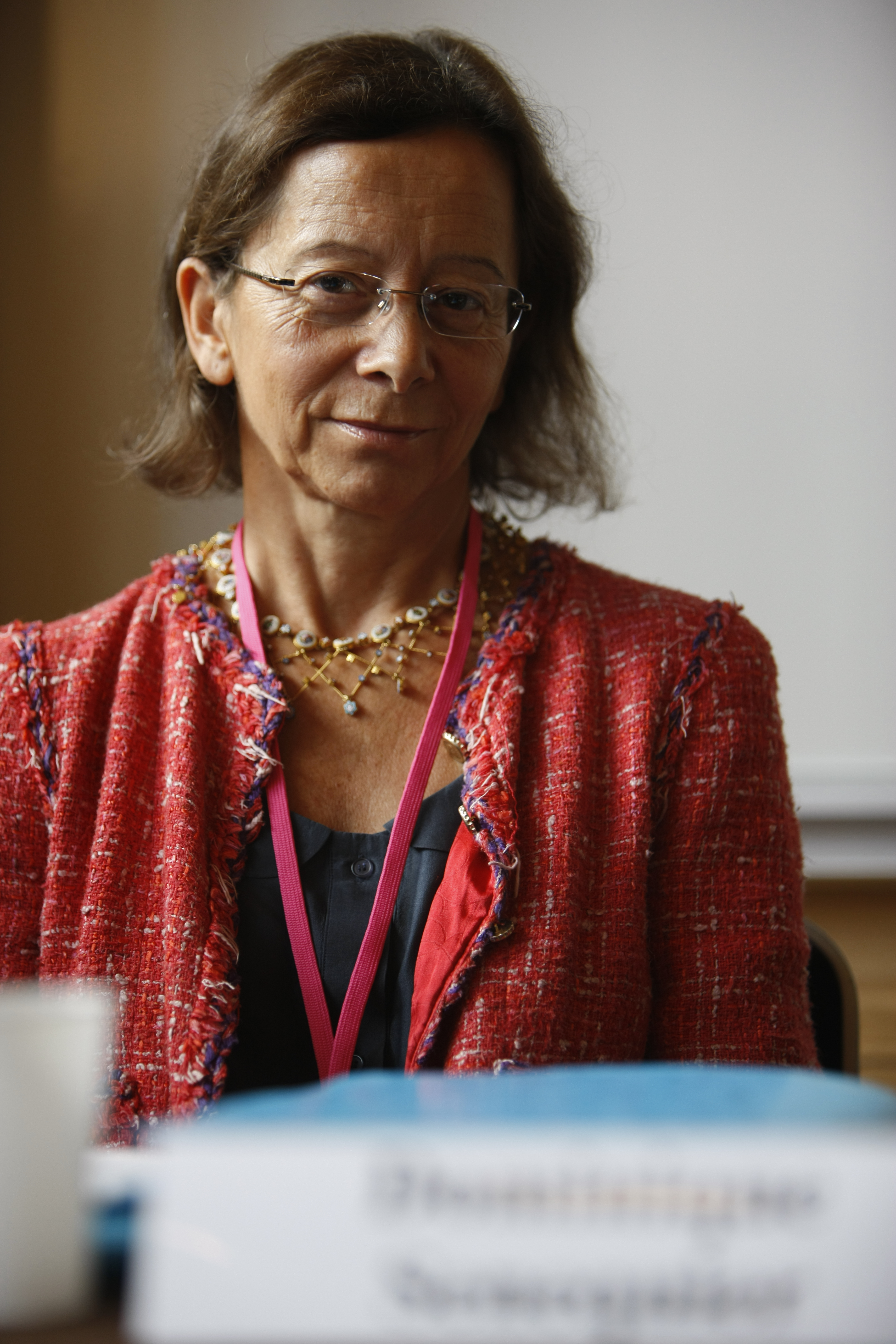
Dominique Senequier

Dominique Senequier (* 1953 in Toulon) ist eine französische Unternehmerin.

## Leben
Senequier studierte Wirtschaftswissenschaften an der Ecole Polytechnique; DEA, Universität von Paris. Sie war eine der ersten sieben Frauen, die 1972 an der École polytechnique immatrikuliert wurden, dem ersten Jahr, in dem dort auch Frauen zum Studium aufgenommen wurden. Sie besitzt einen weiterführenden Abschluss in Banking und Monetary Economics der Universität von Paris Sorbonne. Danach war sie  Direktorin von Hewlett-Packard, ein Posten, von dem sie im März 2012 zurücktrat. Seither ist sie Geschäftsführerin von Ardian (ehemals Teil des AXA Versicherungskonzerns). Ardian beschäftigt 830 Mitarbeiter, die 50 aktive Fonds verwalten.
Senequier wurde im August 2011 auf Platz 98 der Liste der 100 mächtigsten Frauen der Welt des Magazins Forbes geführt. Im Jahr 2009 belegte sie auf der gleichen Liste Rang 50. Dominique Senequier wurde 2012 zur Ritterin und 2021 zur Offizierin der Ehrenlegion ernannt.
Sie ist verheiratet und hat ein Kind und lebt mit ihrer Familie in Paris. Senequier ist Pianistin und Opernliebhaberin.

## Preise und Auszeichnungen (Auswahl)
- 2012: Offizier der Ehrenlegion[9]